# مونيا أبيض البطن
مونيا أبيض البطن (الاسم العلمي: Lonchura leucogastra) (بالإنجليزية: White-bellied Munia)‏ هي نوع من الطيور تتبع جنس المونيا من فصيلة شمعية المنقار.